# Condimento

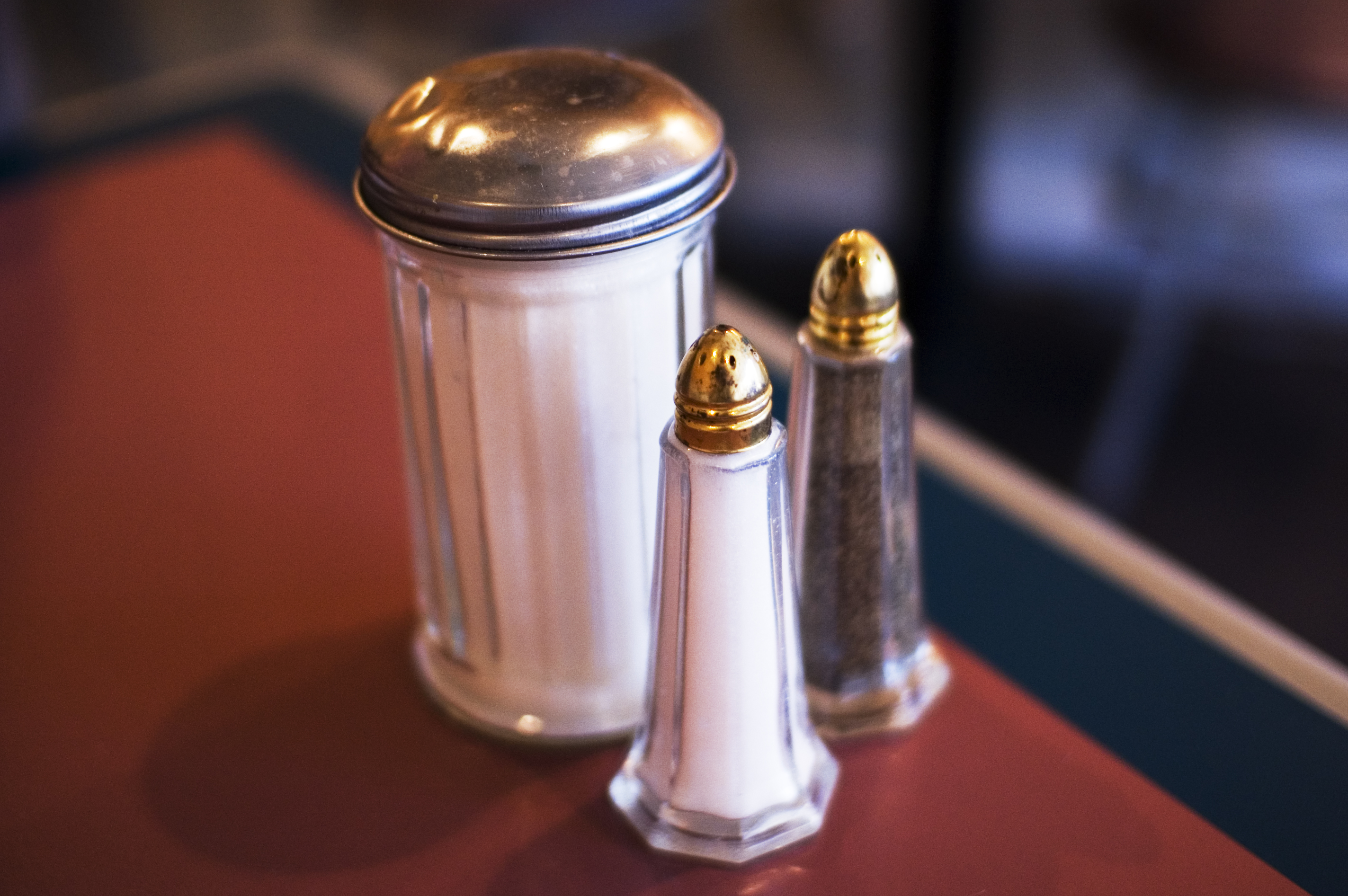
Sal, azúcar y granos de pimienta negra molidos, frecuentes en las mesas redondas de los restaurantes occidentales.

Un condimento (del latín condimentum, y este de condire, ‘sazonar’) es un ingrediente o mezcla de ingredientes que se usa para dar buen sabor a la comida. Los ejemplos incluyen sal, mostaza, pimienta, paprika, salsa de tomate, mayonesa, salsa Worcestershire, salsa de soya, sambal, piccalilli, especias en general, adobos, aceite de oliva, vinagre y azúcar. En esencia, los condimentos son ingredientes destinados a intensificar o fortalecer el sabor de los platos. A menudo fuertes de sabor y por tanto incluidos en pequeñas cantidades, son muy populares. La fuerte influencia, intercambiabilidad y refuerzo mutuo de los condimentos en los ingredientes principales de una comida, brindan al cocinero muchas posibilidades de platos. Los condimentos incluyen: salsas, mezclas de hierbas y especias, aceites y aderezos. Las mezclas de especias, los untados, los adobos (secos y húmedos) y las mezclas de salmuera también se incluyen en los condimentos.

## Historia
Los condimentos ya se conocían en la Antigua Roma, la Antigua India, la Antigua Grecia y la Antigua China. Existe el mito de que antes de que se generalizaran las técnicas de conservación de alimentos, se usaban especias y condimentos picantes para hacer que los alimentos fueran más sabrosos, pero esta afirmación no está respaldada por ninguna evidencia o registro histórico.[cita requerida]
La primera especia mencionada en los escritos de la antigua Grecia es la casia: Safo (siglos VI-VII a. C.) la menciona en su poema sobre el matrimonio de Héctor y Andrómaca.: 44, ln 30   Los antiguos griegos distinguían entre la canela de Ceilán y la casia.
Los antiguos griegos utilizaban al menos dos tipos de pimienta en la cocina y la medicina: Teofrasto, discípulo de Aristóteles, al describir las plantas que surgieron en Grecia tras la conquista de la India y Asia Menor por Alejandro Magno, mencionó tanto la pimienta negra como la pimienta blanca, afirmando: «Una es redonda como la arveja amarga...; la otra es alargada y negra, y tiene semillas como las de la amapola; y esta especie es mucho más fuerte que la otra. Sin embargo, ambas son picantes...».
Teofrasto enumera varias plantas en su libro De historia plantarum (en griego antiguo: Περὶ φυτῶν ἱστορία, Peri phyton historia) como "hierbas de maceta", entre ellas el eneldo, el cilantro, el anís, el comino, el hinojo,: 81   la ruda,: 27  el apio y las semillas de apio.: 125 
Los romanos hacían los condimentos como el garo o liquamen triturando las entrañas de varios pescados y luego fermentándolos en sal, dando como resultado un líquido que contenía ácido glutámico, adecuado para realzar el sabor de los alimentos. La popularidad de estas salsas dio lugar a una floreciente industria de los condimentos. De re coquinaria (el arte culinario), un libro de cocina escrito hacia los siglos IV y V, contiene una sección basada únicamente en condimentos.

## Características

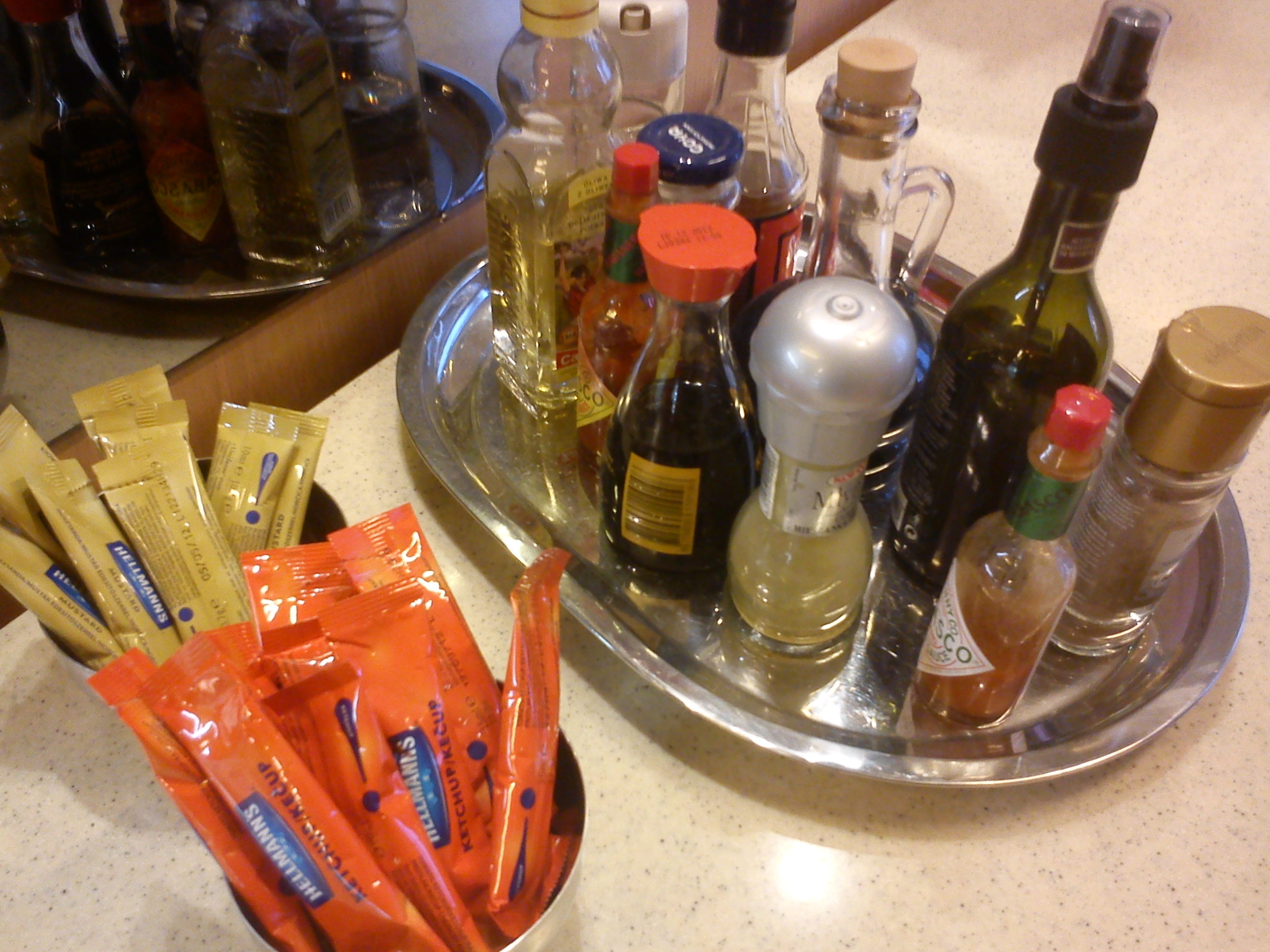
Bandeja con condimentos y especias

Según la directiva 94/65 de la Unión Europea, se consideran condimentos la sal destinada al consumo humano, la mostaza, las especias y sus extractos aromáticos, las hierbas aromáticas y sus extractos.
Muchas veces aplicados por el comensal, los condimentos tienen a menudo la consistencia de un líquido espeso (salsa o pasta) y se sirven de una botella, tarro o cuenco. También pueden ser secos, como es el caso de las mezclas de especias o el queso parmesano rallado. Algunos condimentos, como la mostaza, el kétchup o la mayonesa, están disponibles envasados en sobrecitos individuales, especialmente cuando se sirven en establecimientos de comida para llevar o comida rápida.
Los condimentos se añaden a veces antes de servir el plato, como por ejemplo los sándwiches que llevan kétchup o mostaza. Algunos condimentos pueden usarse durante la preparación para añadir sabor o textura al plato, como es el caso de la salsa barbacoa, la teriyaki y la de soya, empleadas para mejorar el sabor de diversas carnes y verduras.
En países como México, Guatemala, El Salvador, Honduras y Nicaragua, al aderezo líquido y espeso usado para condimentar carnes se le conoce como «recado».
La definición exacta de condimento varía según los países. Algunas definiciones engloban especias y hierbas, incluyendo la sal y la pimienta. Otros restringen la definición para incluir solo «compuestos de alimentos preparados, que contienen una o más especias», que se añaden a los alimentos después del proceso de cocción, como mostaza, salsa de tomate o salsa de menta.
No se consideran condimentos en principio plantas utilizadas principalmente para infusiones o para usos similares a los medicinales como tés herbales o la valeriana.

## Influencia de la higiene en el producto final
A menudo sucede que las especias están infectadas con una variedad de microbiota, en la que los agentes causantes de la putrefacción y las esporas son los más representados. Por eso se puede decir sin lugar a dudas que las bacterias que se encuentran en las especias son, en la mayoría de los casos, la causa principal del deterioro de las latas y embutidos.[cita requerida] Que se produzca el deterioro depende del proceso tecnológico aplicado y la cantidad de otros ingredientes añadidos, el pH del medio ambiente, la duración del tratamiento térmico y otros factores. El Análisis de Peligros y Puntos de Control Críticos (APPCC, también conocido por sus siglas en inglés HACCP (de Hazard analysis and critical control points) es un proceso sistemático preventivo para garantizar la inocuidad alimentaria de forma lógica y objetiva que se aplica en todas las ramas de la producción y elaboración de alimentos.
A nivel internacional la Comisión del Codex Alimentarius adoptó ya en 1993 normas internacionales, que son recomendaciones,  sobre higiene y en particular sobre la aplicación del sistema de Análisis de Peligros y Puntos de Control Críticos aplicables a todos los alimentos incluyendo las especias y condimentos.

## Reglamentación sobre higiene de las especias
De acuerdo con el reglamento de higiene microbiológica de los alimentos en circulación (Gaceta Oficial de la SRJ N.º 26, 1993),[cita requerida] el control microbiológico obligatorio de las mezclas de especias y aceites incluye los siguientes análisis:
Cantidades permitidas:
| UBB/g (mL)              | 100.000/g extractos 1.000/-{g}-                  |
| UBKiP/g (mL)            | 1000/g extractos 500/-{g}-                       |
| Escherichia coli        | no deben encontrarse en 0.1 g (1 g del extracto) |
| Proteus mirabilis       | no deben encontrarse en 0.1 g (1 g del extracto) |
| Staphylococcus aureus   | no deben encontrarse en 0.1 g (1 g del extracto) |
| Clostridium perfringens | no deben encontrarse en 0.1 g (1 g del extracto) |

Si las especias se utilizan para la producción de alimentos que se someten a tratamiento térmico, se permite que contengan un número mayor de microorganismos que los enumerados.

## Contaminación de especias
Las fuentes de contaminación de especies son: suelo, durante el uso de medidas agronómicas, durante la cosecha, aire y agua, transporte, durante el almacenamiento, durante la selección de plantas y sus partes.
El grado de contaminación depende de varios factores:
- contenido de agua libre en ellos,
- temperatura exterior,
- número inicial de microorganismos,
- posible actividad antimicrobiana de la propia especia.

Ciertos componentes de algunas especias estimulan los procesos metabólicos en la célula, lo que puede conducir a un aumento en su número.
Es muy importante la manera en que se almacenan las especias y los condimentos. Aunque se tenga un cuidado exquisito durante el cultivo, cosecha, almacenamiento de los ingredientes y preparación, si una vez elaborado el condimento, se deja en recipientes mal cerrados o con humedad o en espacios con malas condiciones de temperatura y humedad es muy probable que las condiciones higiénicas y de seguridad se deterioren de manera significativa. El espacio óptimo para almacenar condimentos y especias es un lugar fresco, seco y oscuro. Lo ideal es guardarlos en estancias adecuadas como por ejemplo dentro de armarios de cocina o en la despensa, lejos de fuentes de calor, como por ejemplo microondas, horno, lavavajillas o frigorífico o cualquier otro aparato que emita calor.
Se recomienda utilizar tarros de cristal con tapas herméticas, ya que protegen las especias de la humedad y el aire. Es preciso evitar exponer los condimentos a la luz directa, ya que puede degradar los aceites esenciales. Si se almacenan fuera de armarios, es preferible usar botes opacos.

## Contaminantes
Dependiendo de la especie, las especias pueden estar contaminadas con varios microorganismos:
- Bacterias aerobias mesófilas (Bacillus spp., bacterias coliformes).
- Las bacterias anaerobias están presentes con menos frecuencia, y principalmente el género Clostridium.
- Entre el 1 y el 10 % de las poblaciones microbianas pertenecen a poblaciones termófilas.
- Mohos; las especias a menudo están contaminadas con micotoxinas.

### Micotoxinas
Las micotoxinas más importantes son las aflatoxinas y las ocratoxinas. Los hongos productores de aflatoxina y ocratoxina son de los géneros Penicillium y Aspergillus. Estas toxinas son compuestos extremadamente termoestables, su estructura se destruye a 250-300 °C, es decir a temperaturas que no se utilizan en la industria alimentaria. Las temperaturas más altas utilizadas en la industria avícola son de 60 a 80 °C para la pasteurización y hasta 120 °C para la esterilización. Inhibición de ADN y ARN, rotura de cromosomas, lesiones hepáticas y renales, necrosis de conductos renales y células hepáticas, tumor renal, tumor del tracto urinario. Para que se produzca la síntesis de aflatoxina u otra micotoxina, es necesario que ocurran varios factores: humedad, temperatura, sustrato, etc. Pero lo más importante es la predisposición genética, y sin ella el moho no puede sintetizar la toxina.[cita requerida]

### Staphylococcus aureus
Staphylococcus aureus son cocos Gram+, se acumulan en racimos. Es un microorganismo muy resistente y muy extendido. Tolera un bajo contenido de agua (aw, min=0,86) por lo que también puede sobrevivir en especias. Secreta una exotoxina altamente termoestable (enterotoxina) (puede soportar 100 °C). Causa toxicoinfecciones alimentarias.

### Pimentón molido y pimienta
El pimentón molido y la pimienta son los más contaminados [cita requerida] y no están expuestos a tratamientos térmicos durante su uso. [cita requerida] Hay pequeñas cantidades de:
- E. coli, Citrobacter, Serratia, Klebsiella.
- Bacilos (B. cereus, B. coagulans, B. stereothermophilus), Clostridium.
- Estafilococos, estreptococos.
- Mohos xerófilos y sus metabolitos tóxicos (en la cantidad de 106/g provocan enfermedades estomacales-gastroenteritis).
- La salmonella se presenta de forma irregular porque es mayoritariamente un contaminante de los alimentos de origen animal, pero también llega a las plantas a través del estiércol.

## Galería de imágenes

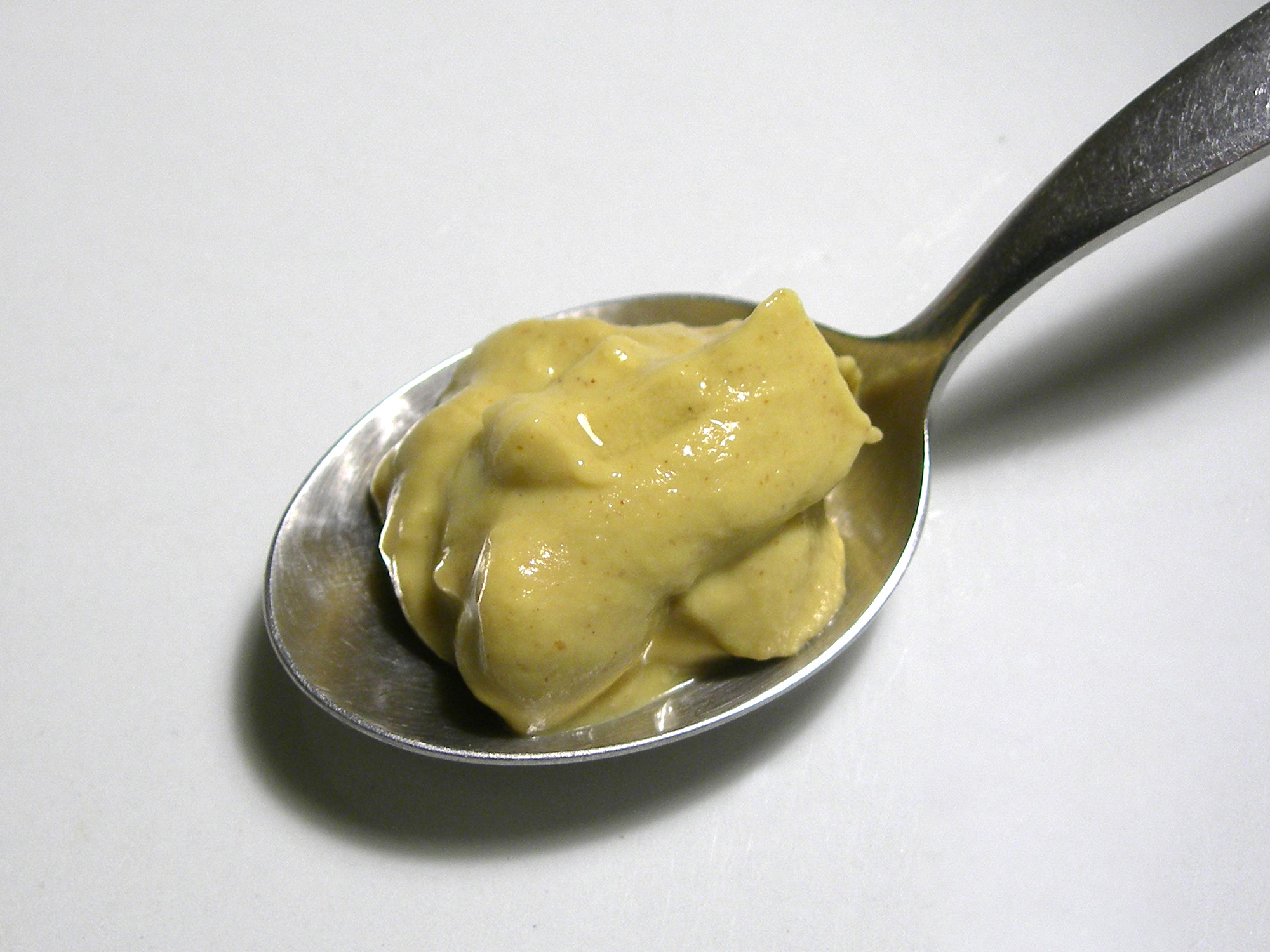
Mostaza de Dijon
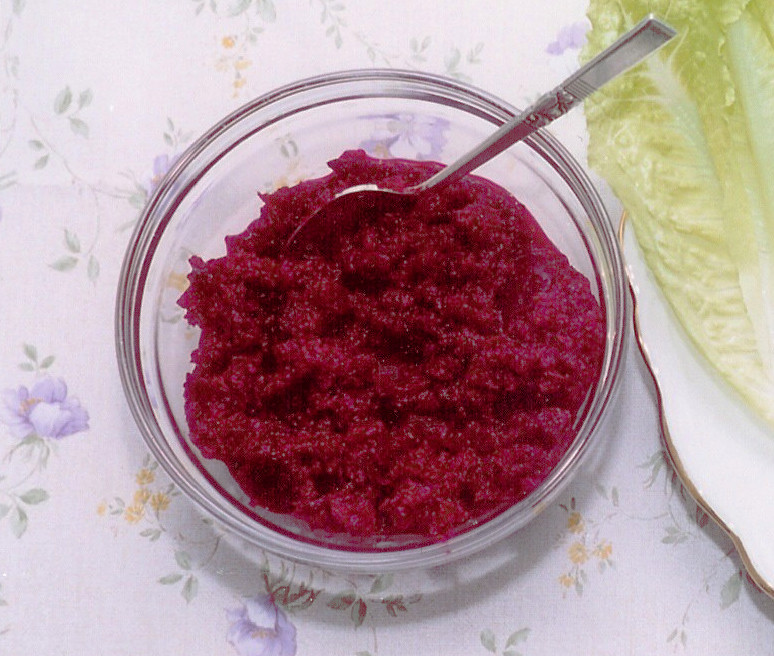
Chrain (salsa picante de rábano picante)
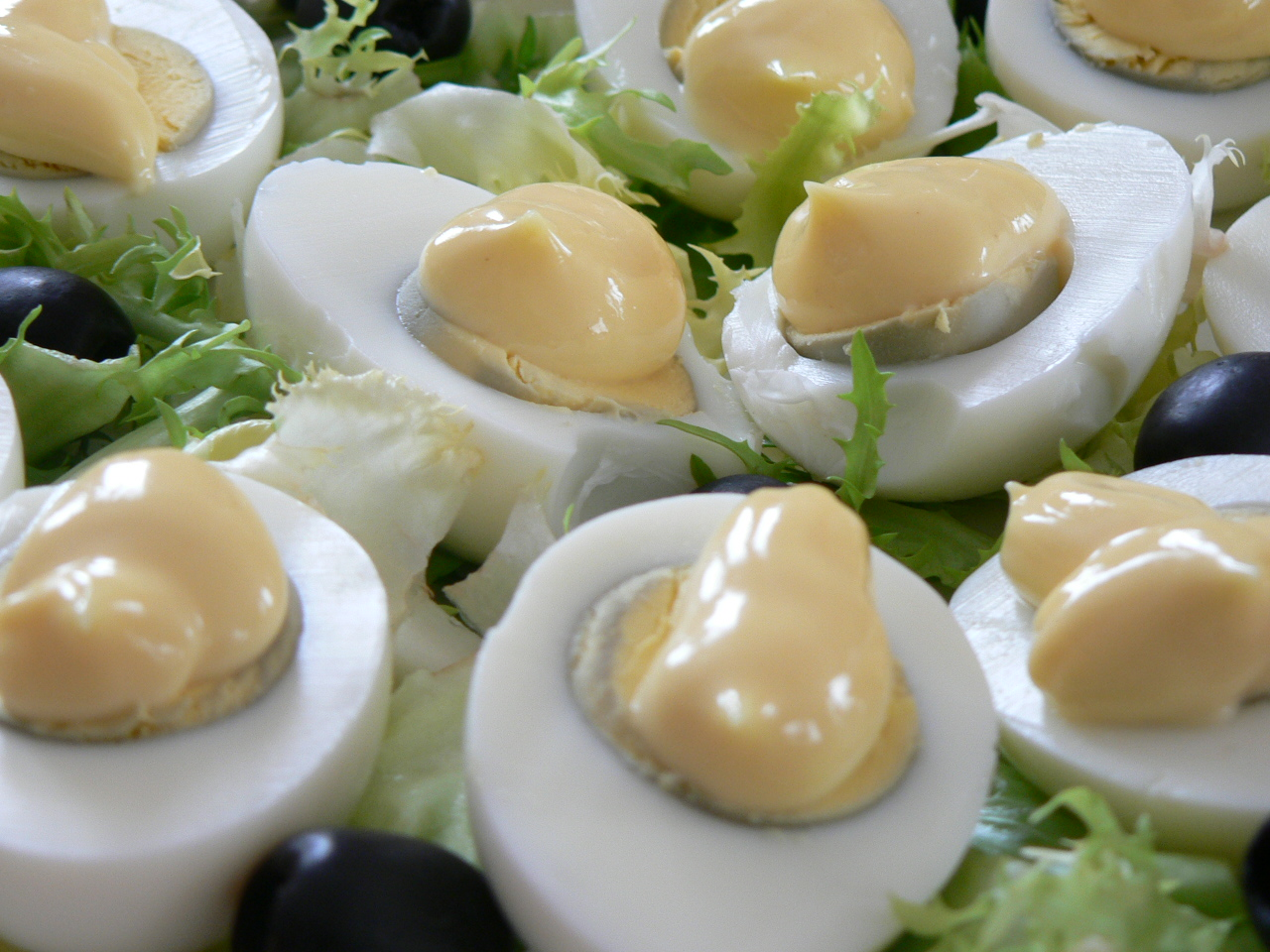
mayonesa
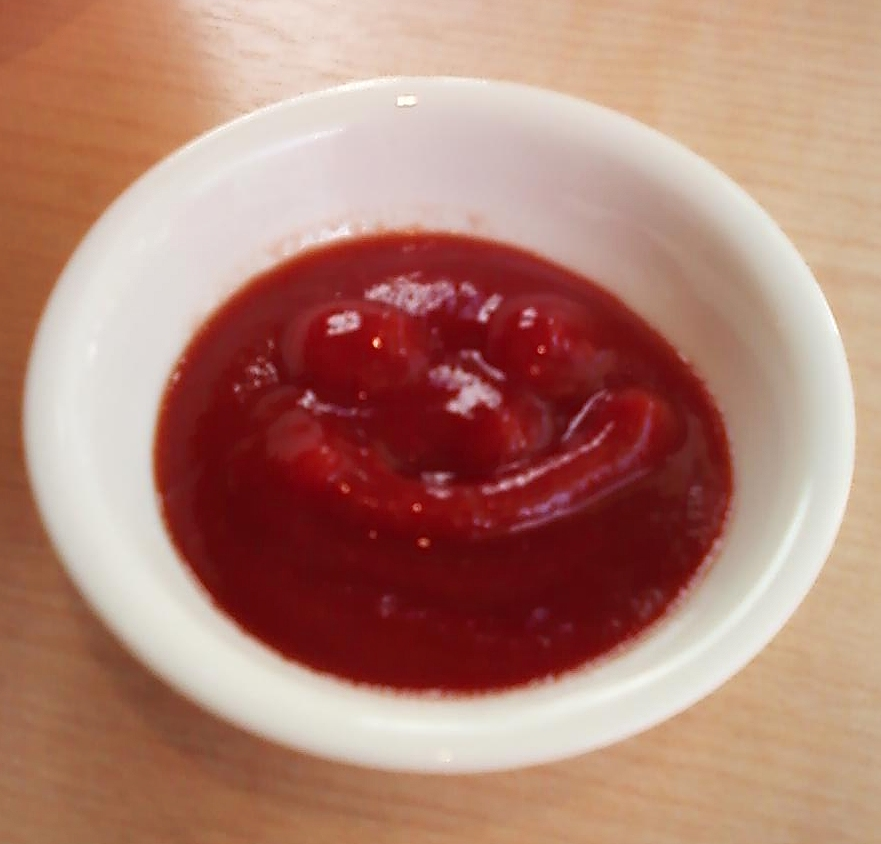
kétchup
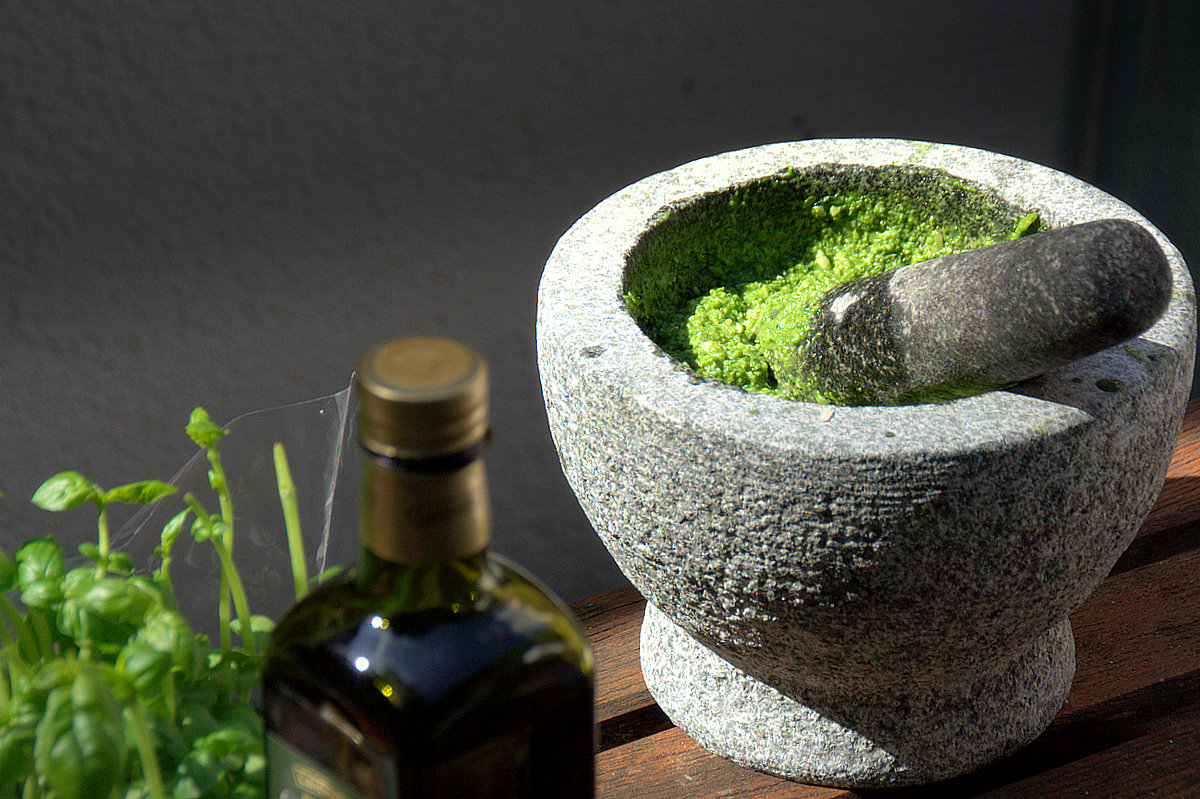
Pesto genovés
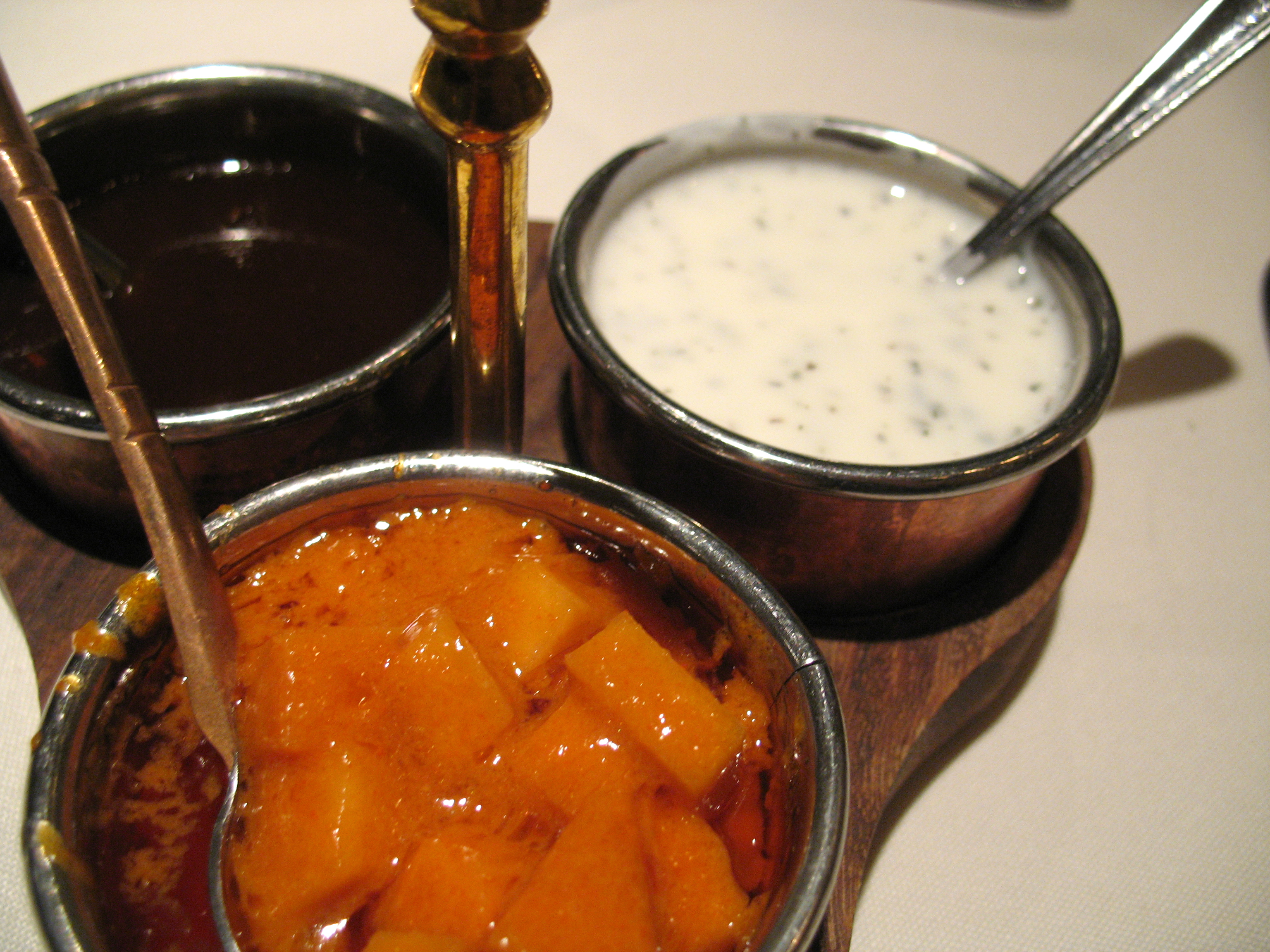
Chutneys
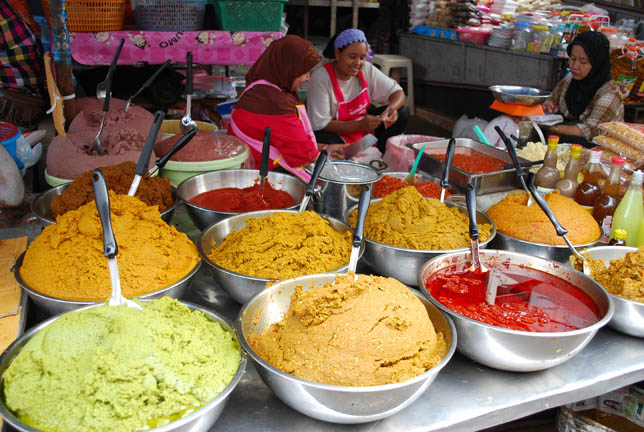
Curry indio o en polvo
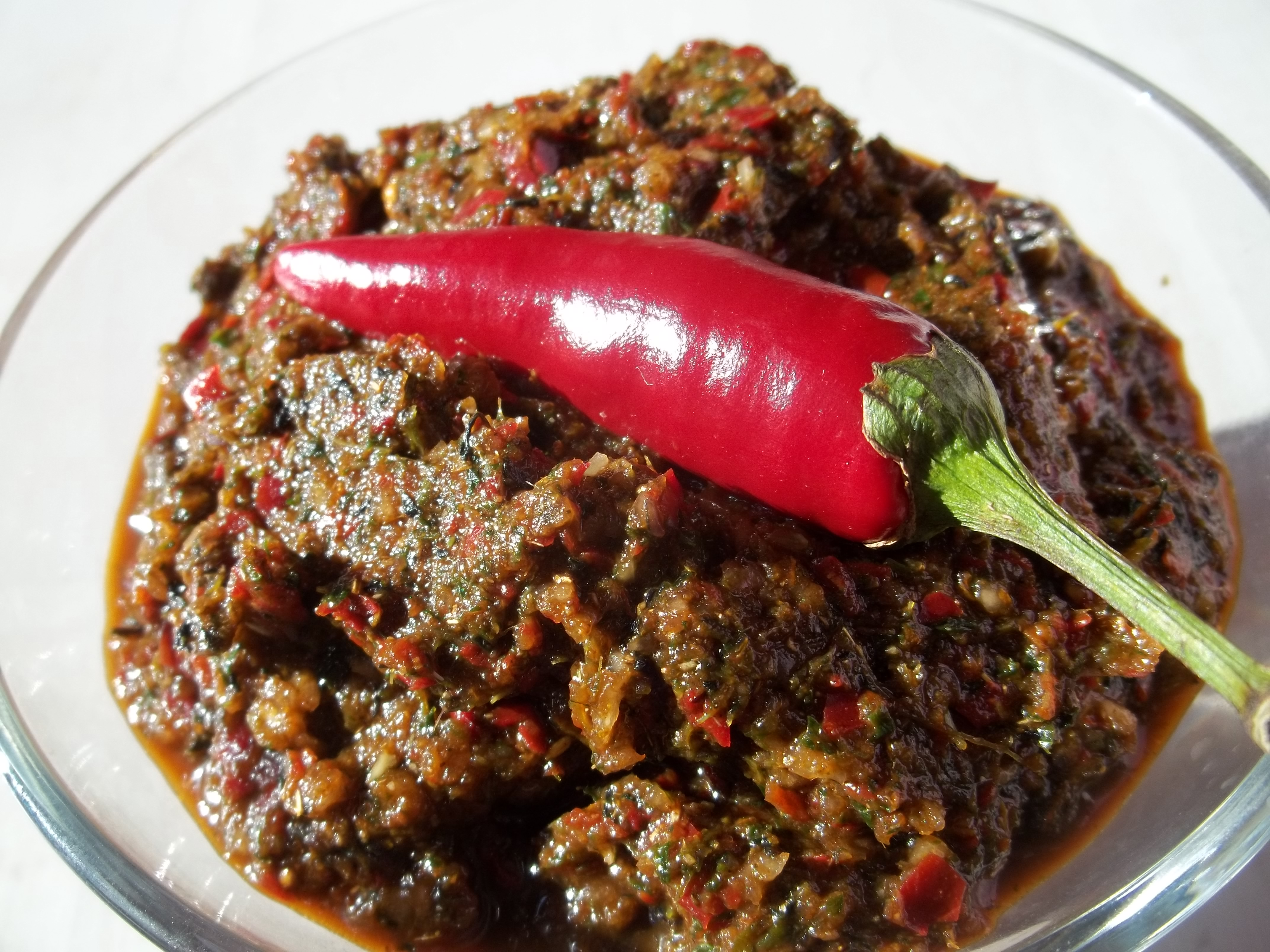
Ajika, salsa picante de la cocina caucásica
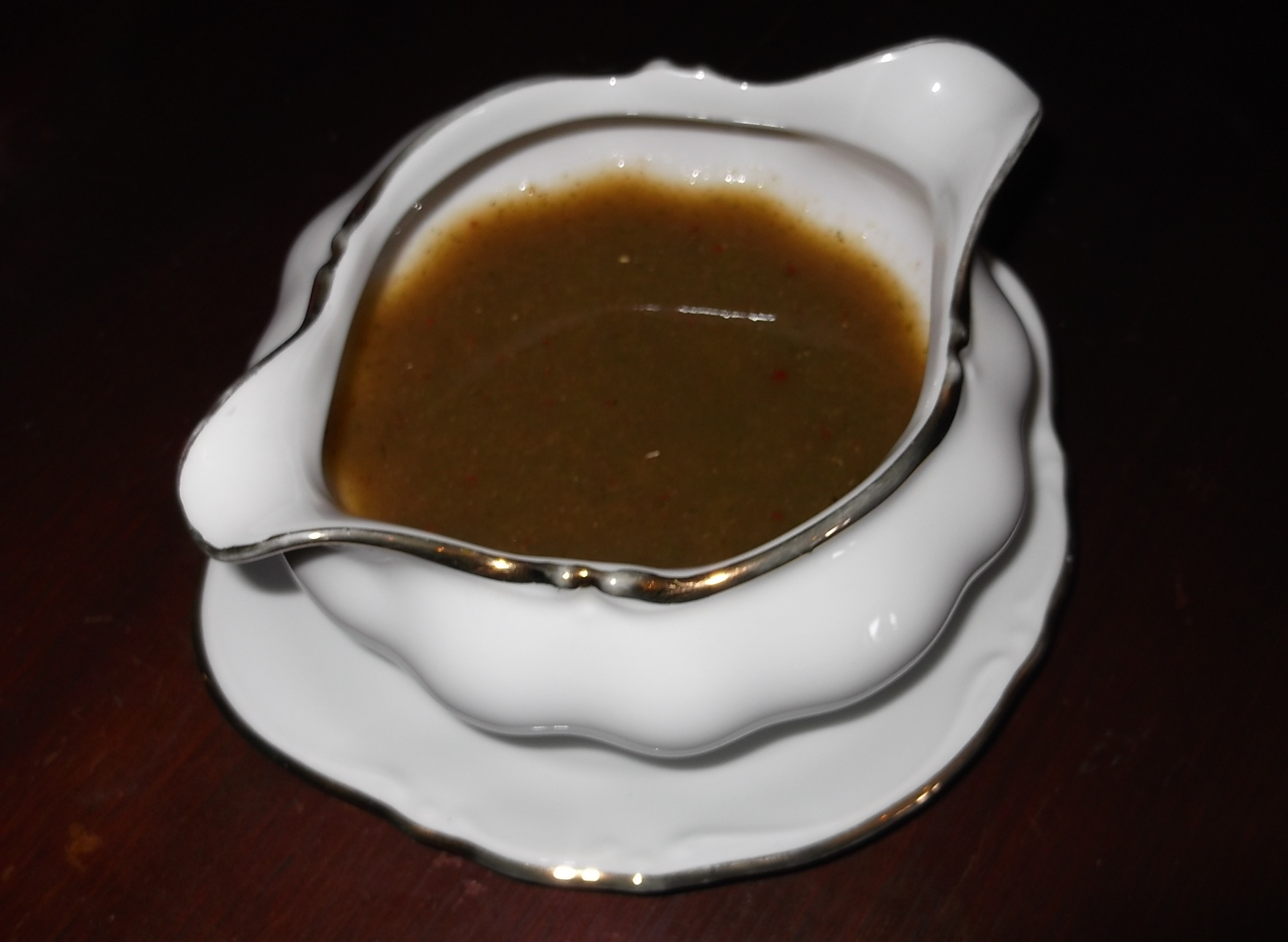
Tkemali (salsa georgiana hecha con ciruelas y cereza)
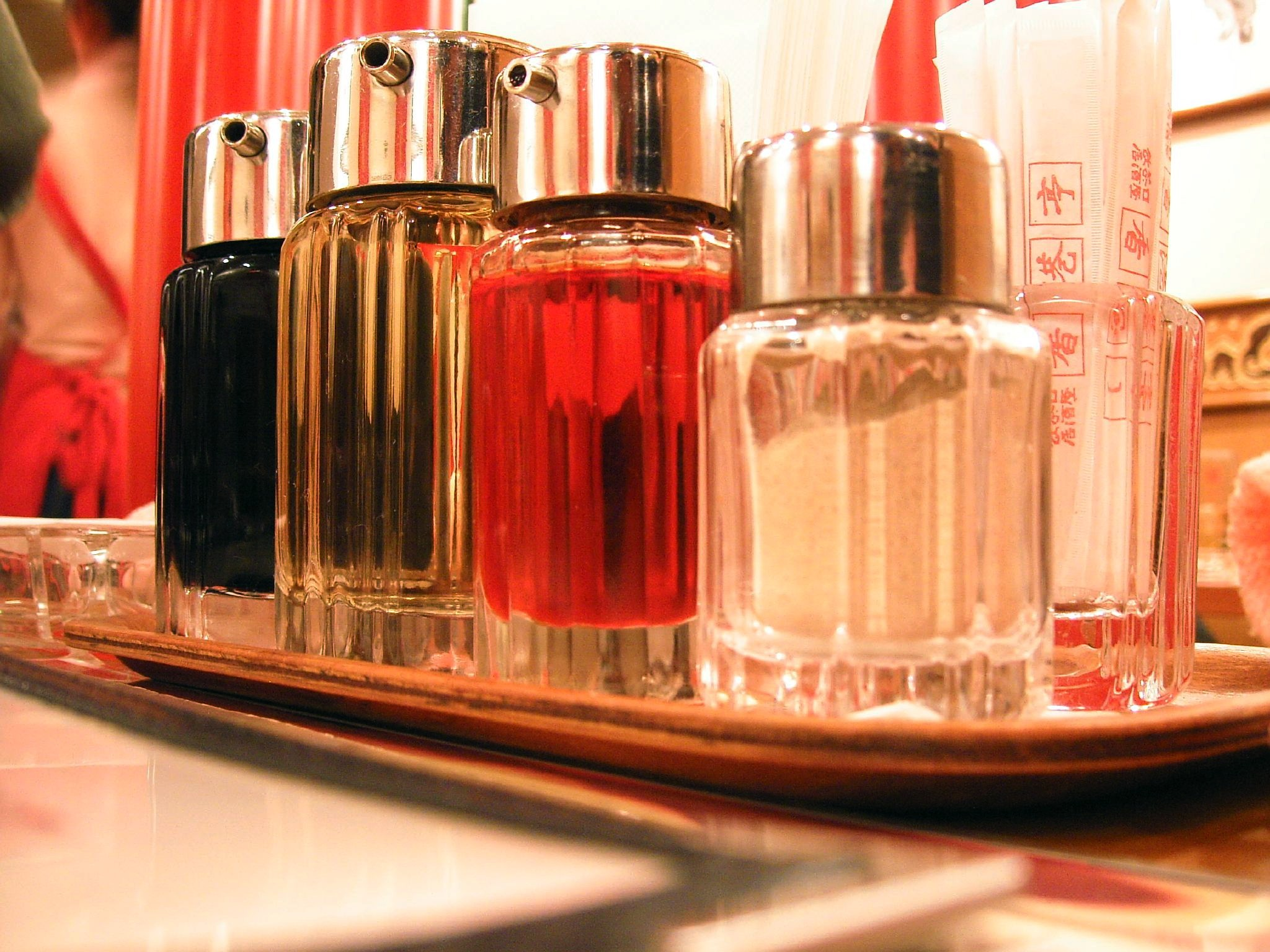
Condimentos chinos comunes: salsa de soja, vinagre, aceite de chile, pimienta blanca
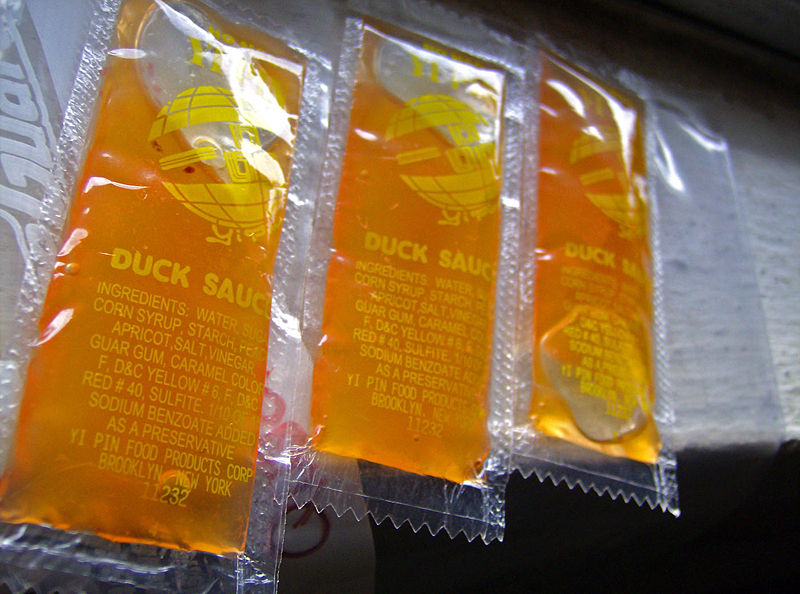
Paquetes de salsa de pato
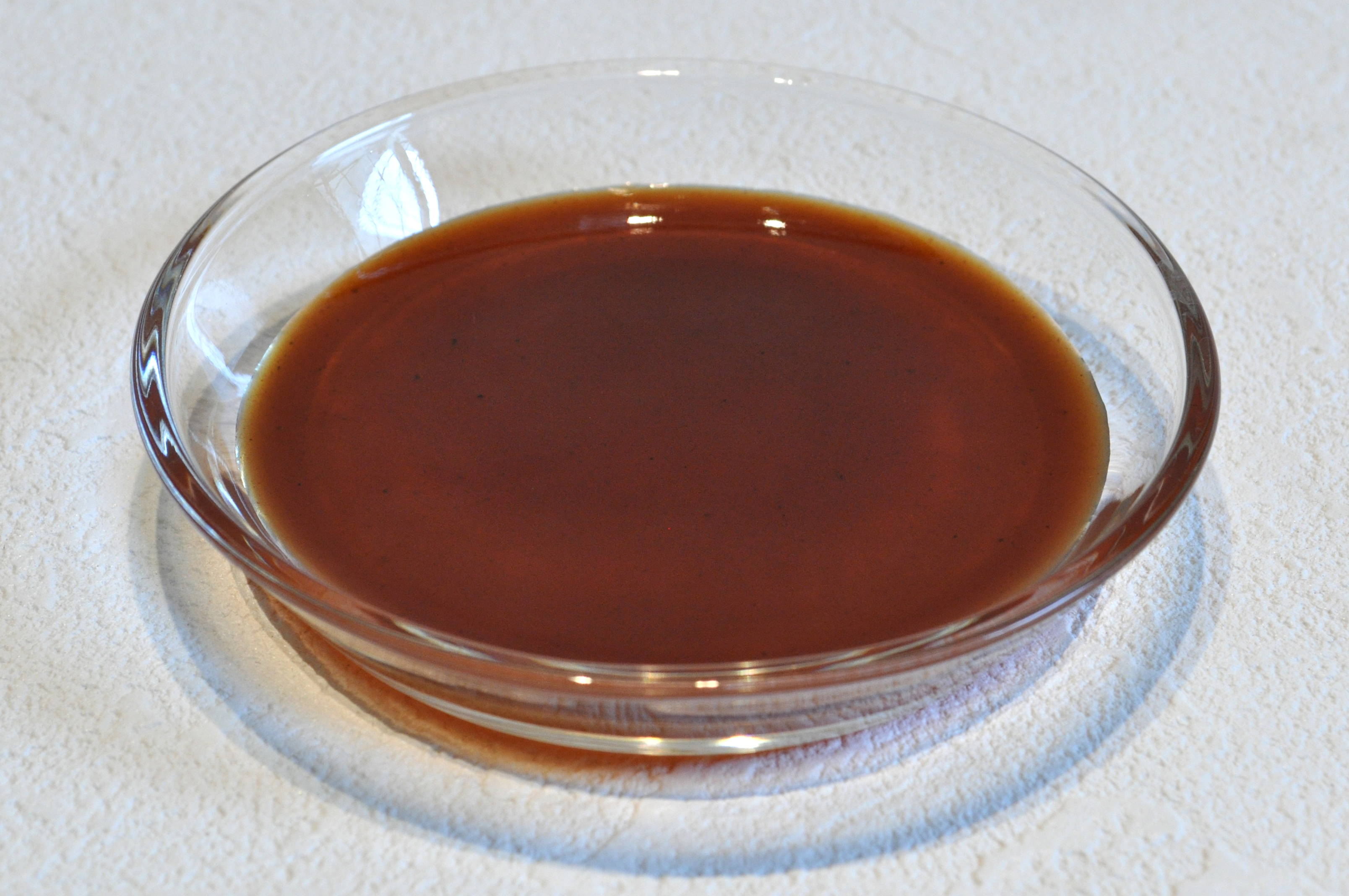
Salsa Worcestershire
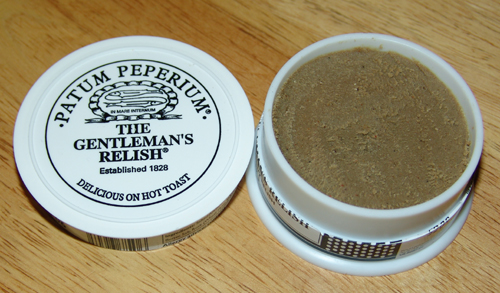
Relish
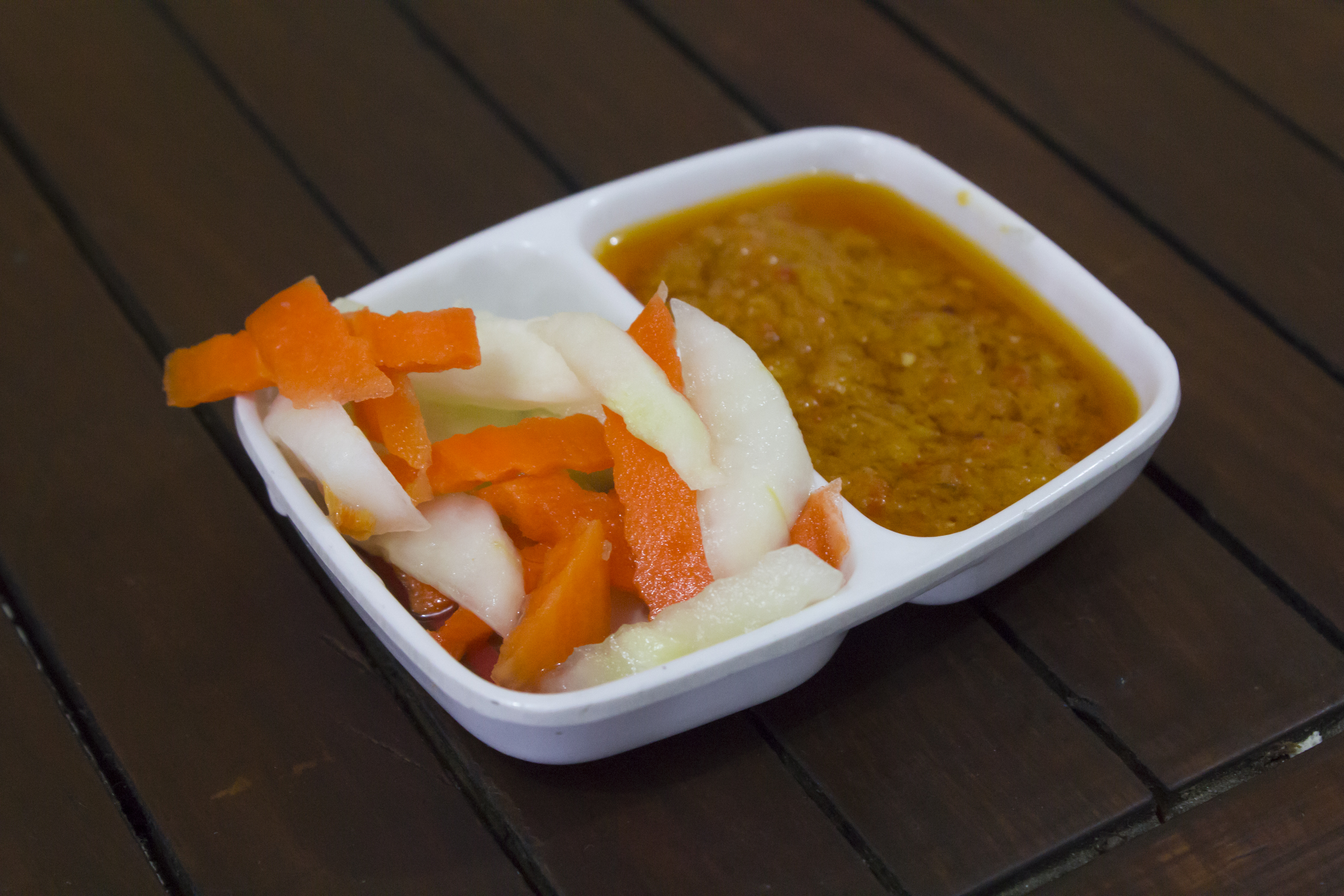
Acar y sambal, condimentos comunes en Indonesia
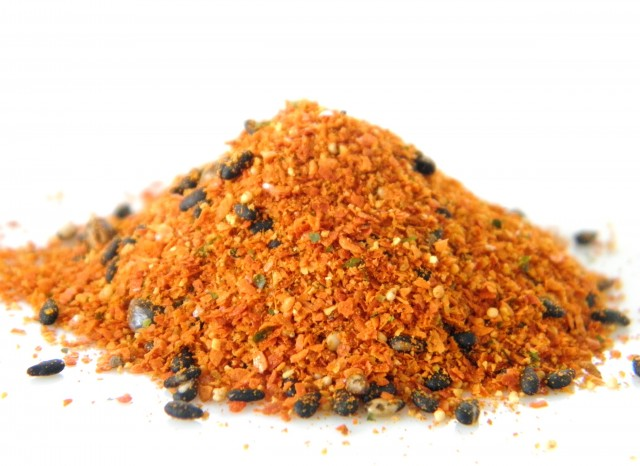
Shichimi
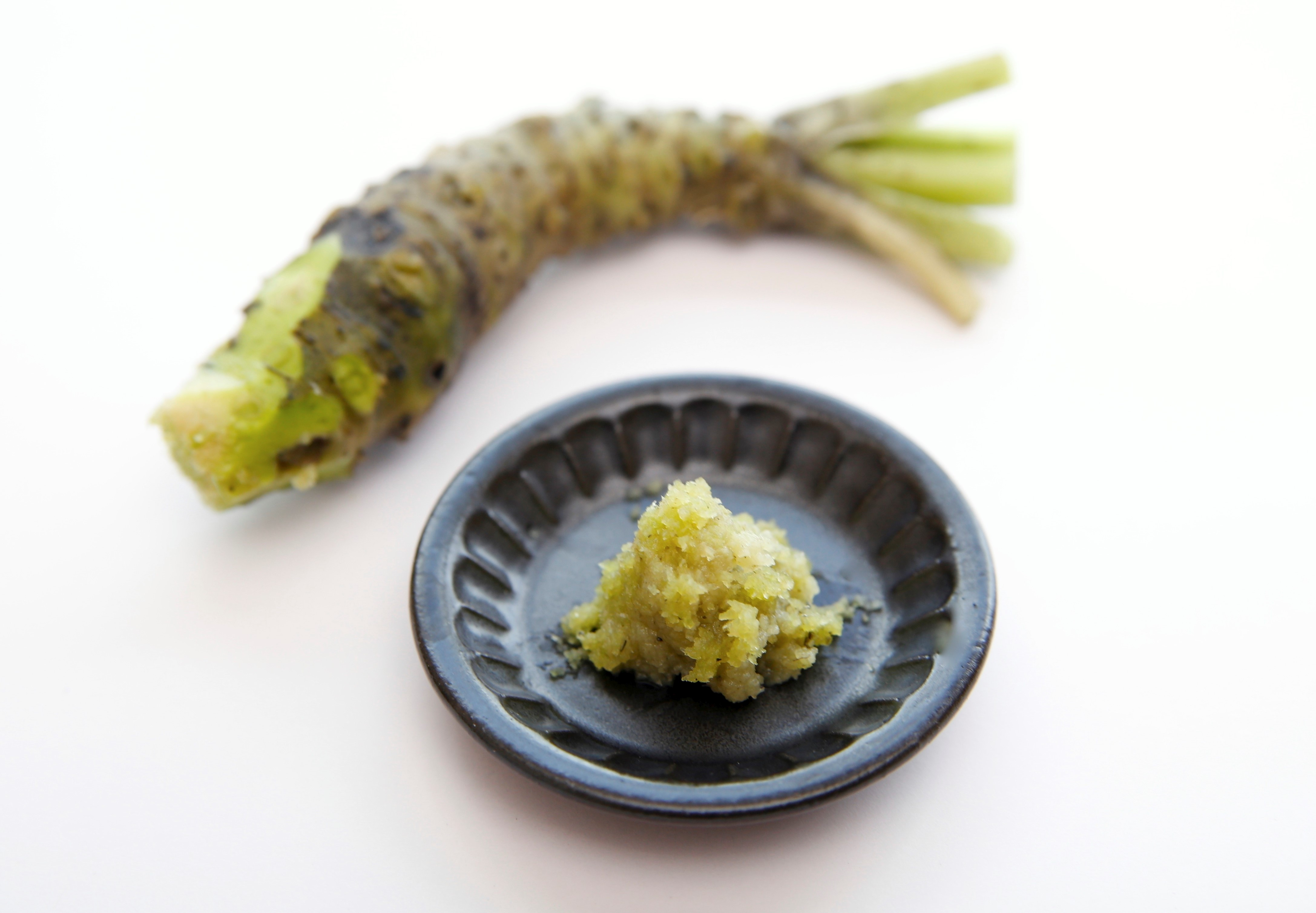
Wasabi
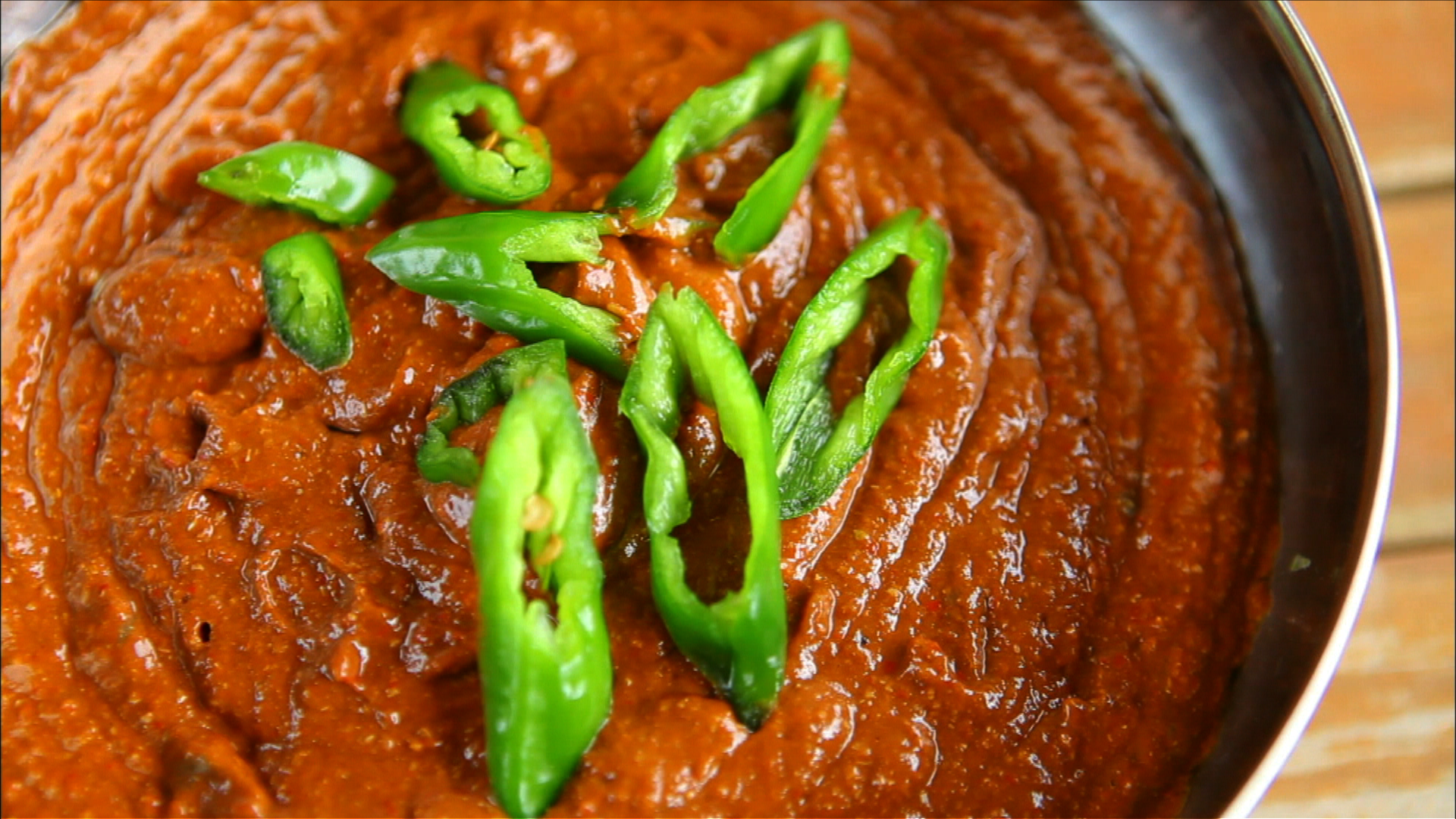
Ssamjang